# El Dorado, Kansas
El Dorado är en stad (city) i Butler County, i delstaten Kansas, USA. Enligt United States Census Bureau har staden en folkmängd på 13 008 invånare (2011) och en landarea på 22,9 km². El Dorado är huvudort i Butler County.